# Élections générales anglaises de 1698
 (juin 2017).
Les élections générales anglaises de 1698 se sont déroulées en Angleterre entre juillet et août 1698. Ces élections sont remportées par le parti whig.